# Сарси

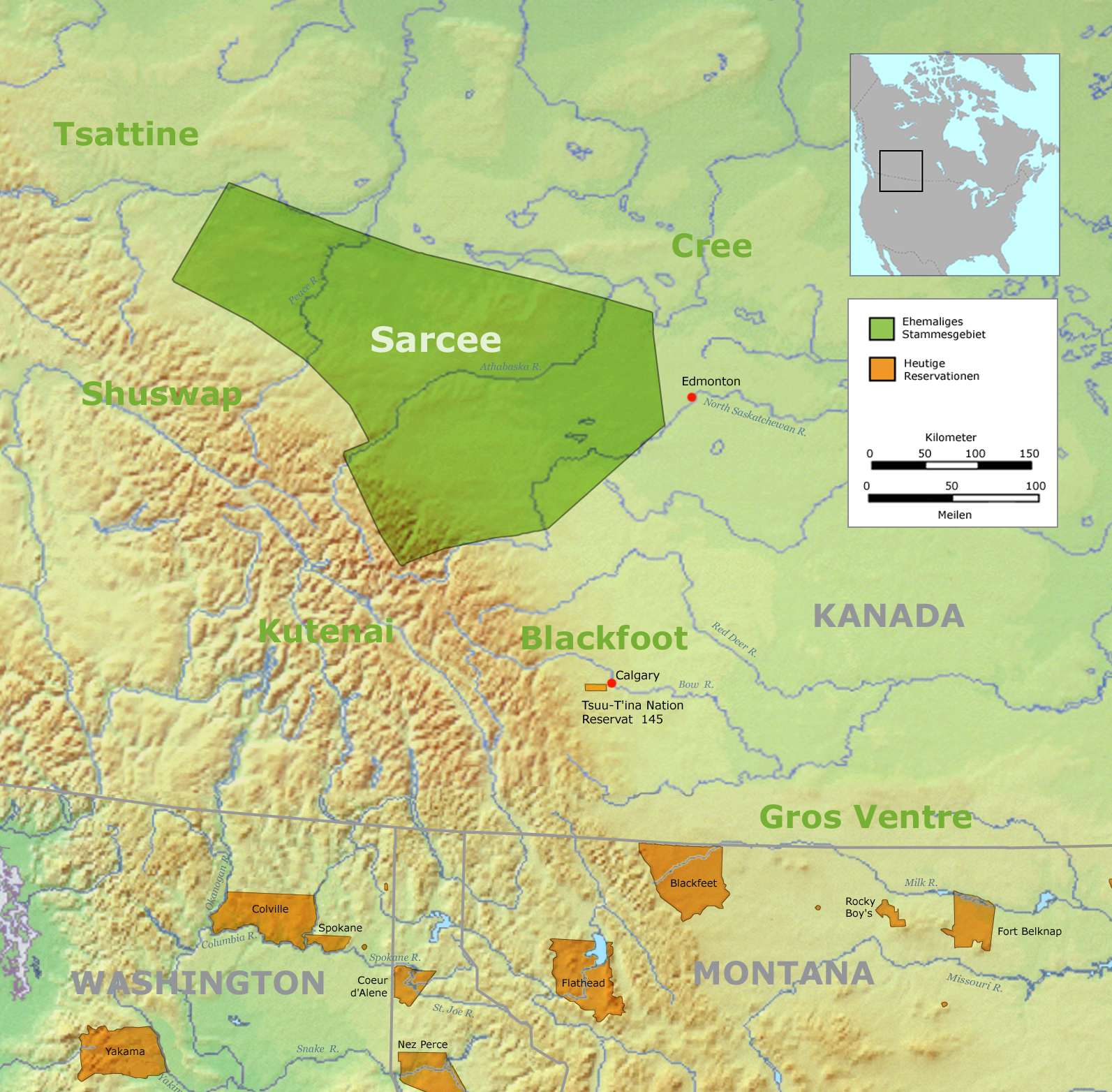
Область расселения сарси в XIX веке

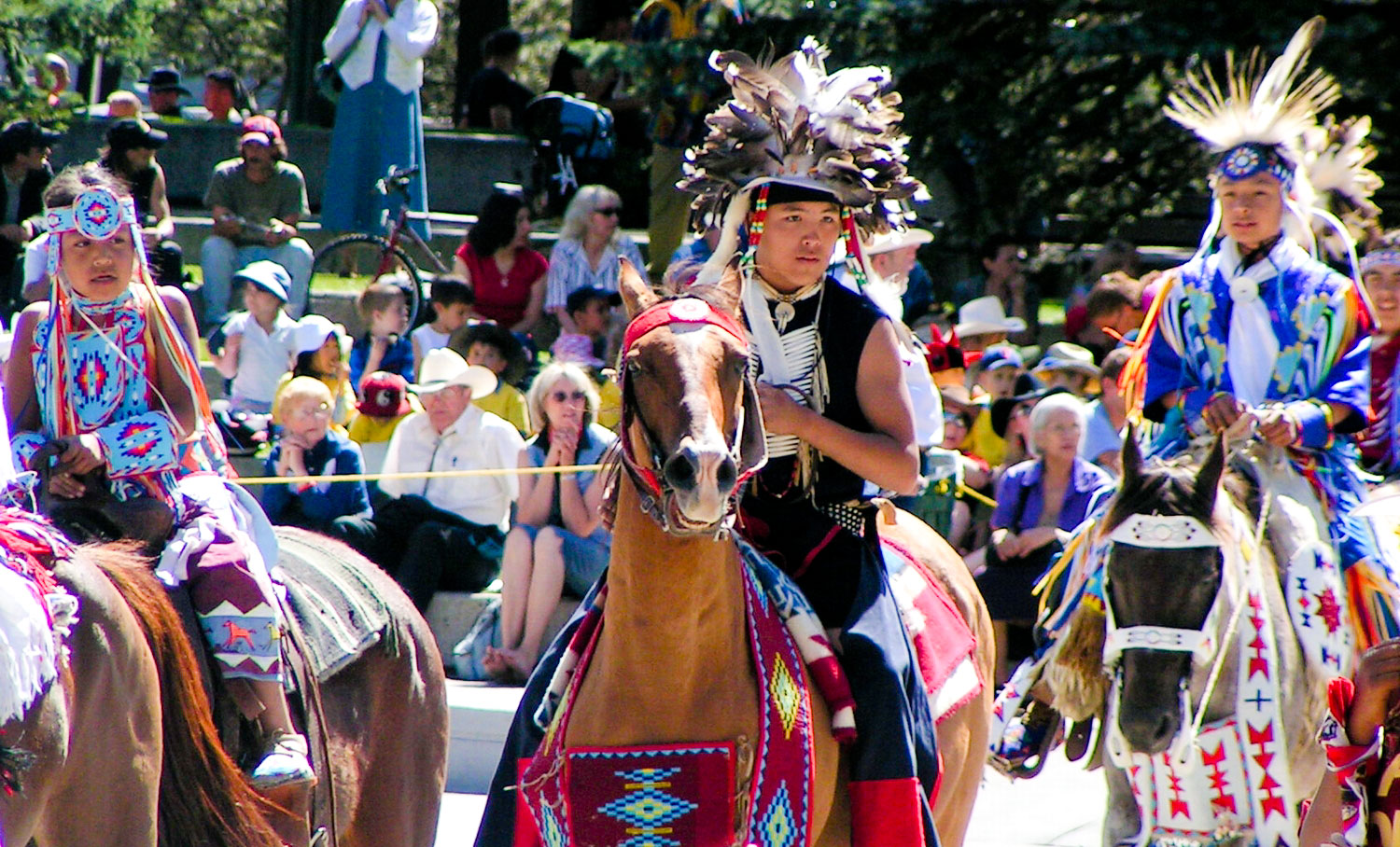
Дети из племени тсу т'ина (сарси) в традиционных костюмах на параде

Са́рси, Sarcee, Sarsi, на языке блэкфут — «тупые, упрямые» (название дано из-за межплеменного конфликта за земли), самоназвание — тсу т'ина, Люди Земли, официально англ. Tsuu T’ina Nation — атабаскоязычный индейский народ в Канаде (провинция Альберта). Сарси стали типичными представителями индейской культуры Великих Равнин после того, как в канадских прериях появилась лошадь. Вместе с гровантрами были членами конфедерации, главенствующую роль в которой играли черноногие.

## Территория
Их территория находится в пределах индейской резервации Тсу-Тина 145, восточная часть которой граничит с южной частью города Калгари. Площадь резервации составляет 283,18 км², а население согласно переписи 2001 года составляло 1982 человека, из которых представителями аборигенного населения были всего 885 человек. Всего же членами народа сарси по официальным данным на январь 2011 года были 1819 человек, из которых на территории своей резервации жило 1398 человек.
Близость территории племени к городу Калгари привела к спору из-за планов города построить западный отвод кольцевой дороги через земли племени с тем, чтобы не затрагивать экологически уязвимые территории. Референдум, проведённый в племени в 2009 году, привёл к отклонению плана прокладывания дороги. С другой стороны, планы племени сарси построить казино в непосредственной близости от города (на земле, когда-то находившейся в городской черте, но затем возвращённой племени в 1990-х гг.) вызвали недовольство горожан, озабоченных возможностью увеличения движения в этой части города.